# Manuel Pérez-Guerrero
Manuel Pérez-Guerrero (* 18. September 1911 in Caracas; † 24. Oktober 1985 ebenda) war ein venezolanischer Diplomat und Politiker, der von März 1969 bis März 1974 zweiter Generalsekretär der Konferenz der Vereinten Nationen für Handel und Entwicklung (UNCTAD) war.

## Leben

### Mitarbeiter des Völkerbunds und der UNO
Nach dem Schulbesuch studierte er zunächst Politikwissenschaft an der Universidad Central de Venezuela und schloss dieses Studium mit einem Doktorgrad ab. Ein anschließendes postgraduales Studium der Wirtschaftswissenschaft an der Universität Paris beendete er mit der Graduierung. Im Anschluss war er zunächst zwischen 1937 und 1938 Mitarbeiter in der Wirtschafts- und Finanzabteilung des Völkerbundes in Genf.
Nach seiner Rückkehr nach Venezuela war er unter anderem 1940 bis 1942 Exekutivsekretär der Importkommission im Finanzministerium sowie 1943 Mitglied der Untersuchungskommission des Außenministeriums für Probleme in der Nachkriegszeit. In den 1940er Jahren nahm er als Delegierter Venezuelas an den Wirtschafts- und Finanzkonferenzen von Hot Springs 1943 und Bretton Woods 1944 teil und gehörte auch zu den Vertretern seines Landes bei der Konferenz von San Francisco zwischen April und Juni 1945, die zur Gründung der Vereinten Nationen führte und war anschließend einer der ersten Berater der UNO in Fragen des Friedens und der Entwicklung.

### Minister in Venezuela und UNCTAD-Generalsekretär
Im Februar 1948 wurde er von Präsident Rómulo Gallegos zum Finanzminister in die Regierung berufen und bekleidete dieses Amt bis zum Sturz Gallegos durch den Militärputsch vom 24. November 1948. Im Anschluss kehrte er zur UNO zurück und war dort Exekutivsekretär des Technischen Hilfsprogramms für Entwicklungsländer. Nach Beendigung dieser Tätigkeit kehrte er jedoch wegen der politischen Situation nicht in sein Heimatland zurück, sondern lebte von 1953 bis 1957 im Exil in Kairo und anschließend zwischen 1957 und 1959 in Tunis und Marokko.
Nach dem Amtsantritt von Präsident Rómulo Betancourt kehrte er 1959 nach Venezuela zurück und wurde zunächst Direktor des Büros für Koordination und Planung (CORDIPLAN) wurde, ehe er 1963 für die UNO als Beauftragter eines Programms zur wirtschaftlichen und sozialen Entwicklung in Algerien tätig war.
1964 kehrte er nach Venezuela zurück und wurde vom neuen Präsidenten Raúl Leoni zum Minister für Bergwerke und Wasserkraft ernannt und schuf eine Regelung der Dienstleistungsaufträge zur stärken Beteiligung des Staats an Unternehmen, die die Grundlage für die Erdölgesellschaft Petróleos de Venezuela und für die Nutzung von Wasserkraftanlagen wurde.
Nachdem er 1967 zurückgetreten war, arbeitete er erneut für die Vereinten Nationen und leitete eine Mission zur Verhandlung der politische Lage im Jemen nach dem Ende der Vereinigten Arabischen Staaten und der Gründung der Volksrepublik Jemen am 30. November 1967. Im Anschluss wurde er Ständiger Vertreter Venezuelas bei der UNO.
Im März 1969 wurde er als Nachfolger von Dr. Raúl Prebisch Generalsekretär der UNCTAD und bekleidete diese Funktion fünf Jahre lang bis zu seiner Ablösung durch Gamani Corea im März 1974. 
Danach war er während der ersten Amtszeit von Präsident Carlos Andrés Pérez Staatsminister für Internationale Wirtschaftsangelegenheiten Venezuelas und bekleidete dieses Amt von 1974 bis 1979. Zeitgleich war er von 1975 bis 1977 Ko-Präsident der Konferenz für Wirtschaftliche Zusammenarbeit mit Sitz in Paris, der sogenannten Nord-Süd-Konferenz. Als Vorsitzender der Gruppe der 77 war Pérez Guerrero zwischen 1977 und 1979 einer der maßgeblichen Wortführer der Dritten Welt bei den Verhandlungen über eine neue internationale Wirtschaftsordnung.
Danach war er von 1979 bis 1984 Berater von Präsident Luís Herrera Campíns in internationalen Wirtschaftsfragen, ehe er im Anschluss von 1984 bis zu seinem Tod am 24. Oktober 1985 als Staatsminister für Internationale Wirtschaftsangelegenheiten in der Regierung von Jaime Lusinchi fungierte.